# Arkadiusz Urban
Arkadiusz Adam Urban (ur. 22 grudnia 1964 we Wrocławiu) – polski działacz opozycji w czasach PRL, publicysta, polityk i przedsiębiorca. W latach 2021–2023 prezes Krajowego Zasobu Nieruchomości.

## Życiorys

### Okres Polskiej Rzeczypospolitej Ludowej
Absolwent wydziału historii Uniwersytetu Wrocławskiego. Ukończył także studia MBA.
W latach 1982–1987 współzałożyciel i członek kierownictwa Uczniowskiego Komitetu Oporu Społecznego (UKOS) w Bolesławcu, na rzecz którego produkował materiały drukowane i zdjęciowe. W latach 1983–1988 współpracownik z Tajnej Międzyzakładowej Komisji Koordynacyjnej „Solidarność” w Bolesławcu. Kolportował materiały patriotyczne i ulotki oraz pisma podziemne sprowadzane z Wrocławia i Opola, m.in. „Z Dnia na Dzień”, „Solidarność Walczącą” czy „Szkoła/Szkoła Podziemna”. W latach 1985–1987 współpracownik „Solidarności Walczącej", w 1988 uczestnik Akcji Studenckiej "Solidarności Walczącej". W latach 1985–1988 działacz podziemnego Niezależnego Zrzeszenia Studentów Uniwersytetu Wrocławskiego, kolportował wydawnictwa podziemnych oraz członek uczelnianego komitetu strajkowego.
W kwietniu 1986 zatrzymany we Wrocławiu przez Milicję Obywatelską podczas przenoszenia nielegalnych wydawnictw podziemnych i ulotek. Następnie aresztowany i osadzony w areszcie śledczym tamże. Uznany za winnego zgromadzenia, celem kolportażu, znacznej ilości nielegalnych wydawnictw zawierających w swej treści wezwanie do nielegalnych manifestacji ulicznych, przez co podjął działanie zmierzające do wywołania niepokoju publicznego i rozruchów. Skazany na karę 7 miesięcy pozbawienia wolności, przepadek dowodów rzeczowych oraz publiczne ogłoszenie wyroku w prasie i telewizji. We wrześniu 1986 zwolniony na mocy amnestii. 
Współpracownik ostatniego Rządu RP na Uchodźstwie m.in. jako wiceprezes Skarbu Narodowego RP w Wielkiej Brytanii w 1989. Publicysta i redaktor londyńskiego „Dziennika Polskiego i Dziennika Żołnierza” oraz „Rzeczpospolitej” i „Orła Białego”.

### Okres III Rzeczpospoltej
Członek założyciel Zjednoczenia Chrześcijańsko-Narodowego w 1989. Był wieloletnim sekretarzem generalnym ZChN (w latach 1994–1999 i 2002–2006) oraz członkiem Zarządu Głównego i Rady Naczelnej tej partii. Był m.in. szefem zespołu informacyjnego Biura Bezpieczeństwa Narodowego przy prezydencie RP Lechu Wałęsie, szefem gabinetu ministra i szefem zespołu doradców ministra Rządowego Centrum Studiów Strategicznych Jerzego Kropiwnickiego.
W latach 1998–2000 dyrektor zarządu dzielnicy warszawskiej Pragi-Północ w czasach rządów koalicyjnych Akcji Wyborczej Solidarność i Unii Wolności.
W 2003 członek założyciel Chrześcijańskiego Ruchu Samorządowego, którego w 2006 został wiceprezesem.
Po 2000 prowadził działalnością biznesową i doradczą. Był m.in. prezesem stacji telewizyjnej, „Orbis Travel”, Przedsiębiorstwa Konserwacji Zabytków, KUKE SA i wiceprezesem Agencji Rozwoju Mazowsza S.A. oraz w branży developerskiej i konsultingowej. Od 2016 doradca w Kancelarii Prezesa Rady Ministrów.
W 2014 startował do sejmiku mazowieckiego z listy Mazowieckiej Wspólnoty Samorządowej, która nie uzyskała mandatów. 16 maja 2015 został prezesem nowo powołanego Stowarzyszenia Chrześcijańsko-Narodowego, odwołującego się do ideałów ZChN. W tym samym roku kandydował bez powodzenia do Sejmu z listy komitetu Kukiz’15. W listopadzie 2017, jako przedstawiciel ChRS, został wiceprezesem nowo powstałej partii Porozumienie. W lutym 2021 został zawieszony w prawach członka, a następnie usunięty z partii. W czerwcu tego samego roku, jako prezes ChRS, współtworzył Partię Republikańską i we wrześniu tego samego roku został jej wiceprezesem. 
W 2021 premier Mateusz Morawiecki wykonujący obowiązki ministra rozwoju, pracy i technologii powołał go na zastępcę prezesa i pełniącego obowiązki prezesa Krajowego Zasobu Nieruchomości. W latach 2021–2023 prezes Krajowego Zasobu Nieruchomości.
W latach 2009–2011 członek i działacz Rycerzy Kolumba nr 14803 im. Kardynała Augusta Hlonda. Od 2011 współtwórca i współorganizator Zakonu Rycerzy Jana Pawła II.

## Odznaczenia
- Krzyż Oficerski Orderu Odrodzenia Polski (2020)[23]
- Krzyż Wolności i Solidarności (2022)[24][1]

## Twórczość
- Emigracyjny dramat, Bellona, Warszawa 1998, EAN 9788311086005
- Wrzesień dzień po dniu, Bellona, Warszawa 2000, ISBN 8311090874